# Mehedeby
Mehedeby è un'area urbana della Svezia situata nel comune di Tierp, contea di Uppsala.
La popolazione risultante dal censimento 2010 era di 463 abitanti.